# A.S.D. Riccione 1929
Associazione Sportiva Dilettantistica Riccione 1929 là một câu lạc bộ bóng đá Ý đến từ Riccione, Emilia-Romagna . 

## Lịch sử

### Valleverde Riccione FC
Riccione được thành lập vào năm 1929 với tên Câu lạc bộ bóng đá Valleverde Riccione. Vào mùa hè 2010, danh hiệu thể thao của đội ở Serie D đã được chuyển đến Real Rimini, sau khi gia đình Batani rời câu lạc bộ vì vấn đề quản lý với chủ tịch Paolo Croatti.

### ASD Riccione 1929
Câu lạc bộ ngay lập tức được thành lập lại với tên là Associazione sportiva Dilettantistica Riccione 1929, có được danh hiệu thể thao của câu lạc bộ đang chơi tại Eccellenza Emilia-Romagna Associazione Sportiva Dilettantistica Del Conca, có trụ sở tại Morciano di Romagna.
Đội ngũ mới là đội thừa kế hợp pháp của cựu Valleverde Riccione, cuối cùng cũng có một thực thế mới gồm những người của Riccione.
Trong mùa giải 2010-11, Riccione đã chiến thắng nhóm B của Eccellenza Emilia-Romagna  và đã trở lại ở Serie D.

## Màu sắc và huy hiệu
Màu sắc của đội là trắng và xanh.